# Симбухово (Московская область)
Симбухово — деревня в Наро-Фоминском районе Московской области. Входит в муниципальное образование городское поселение Верея. Постоянное население — 1000 жителей (2022) .

## История
Основана в 1566 году. Двор вотчинника дьяка Д.Г. Шубина известен с 1675 года, потом принадлежал мужу его дочери стольнику Д.С. Вельяминову и его роду. С 1696 года по родству - стольнику А.А. Юшкову и его семье. В 1767 году усадьбой владела генеральша Т.М. Фролова-Багреева. В 1785 году помещик А.Н. Колокольцев. В середине XIX века действительный статский советник Н.Г. Рюмин и затем его наследники. С 1890 - 1911 год владелец имения купец А.П. Гуськов. Сохранились заброшенный парк из смешанных пород деревьев с остатками липовых аллей и подъездная дорога с обсадкой. Усадебные здания утрачены. Успенская церковь 1763 года построенная вместо прежней деревянной, разобрана в 1940 годах, во время Второй мировой войны.
В 1994—2006 годах Симбухово — центр Симбуховского сельского округа.